# Tormentor
Tormentor är ett ungerskt black metal-band, som bildades 1986. Gruppens låttexter handlar om mörker, satanism, tortyr och mörka tiders legender.

## Historia
Tormentor bildades 1986 i Budapest, Ungern, och är bland de första black metal-banden som bildades på 1980-talet. Deras första demo, The Seventh Day of Doom, släpptes 1987. År 1988 spelade gruppen in sitt debutalbum Anno Domini som de gav ut själva. Många orsaker (till exempel gammalt politiskt system, censur, statligt ägda skivbolag) gjorde det omöjligt för Tormentor att släppa några skivor officiellt i Ungern 1989, gruppen fick istället stöd från undergroundkulturen som kopierade kassetter som snart letade sig ända upp till Skandinavien och Norge. Albumet Anno Domini och Tormentor var anledningen till att Attila Csihar senare fick frågan om han vill sjunga på albumet De Mysteriis Dom Sathanas av black metal-bandet Mayhem. Länge var det bara möjligt att finna Anno Domini som en sällsynt utgången CD-utgåva ifrån 1995 på skivbolaget Nocturnal Art. Denna version var utgiven med bandets tillstånd men inte gjord ifrån mastertapen då denna försvunnit. Nyligen återfanns den försvunna mastertapen och Attila Csihar har gett ut Anno Domini i en remastrad version på sitt skivbolag Saturnus Productions.

## Medlemmar
Nuvarande medlemmar
- Attila Szigeti – gitarr (1985–1991, 2017–), keyboard (1989)
- Tamás Buday – gitarr (1985–1988, 2017–) (ex-Nifelheim)
- Attila Csihar – keyboard (1989), sång, gitarr (1985–1991, 1999–2001, 2017–) (också i Mayhem, Keep of Kalessin, Aborym, Sunn O))) m. fl.)
- György Farkas – basgitarr (1987–1991, 2017–)
- Machat St. Zsoltar – trummor (1987–1991, 1999–2001, 2017–), keyboard (2000) (också i Perverse Pub)

Tidigare medlemmar
- Márton Dubecz – trummor (1985-1987)
- Lajos Fazekas – basgitarr (1985–1987)
- Mugambi Zoldun Bwana – gitarr (1999–2001)
- Zeno Galoca – basgitarr (1999–2001)

## Diskografi
Demo
- 1987 – The Seventh Day of Doom
- 1988 – Anno Domini

Studioalbum
- 2001 – Recipe Ferrum! 777

Livealbum
- 1986 – Live in Budapest December
- 2019 – Anno Daemoni: Hungarian Black Metal Night

Samlingsalbum
- 2000 – The Sick Years

Annat
- 1989 – Black and Speed Metál (delad kassett: Tormentor / Atomic / Trepán / Diktátor)